# Eese

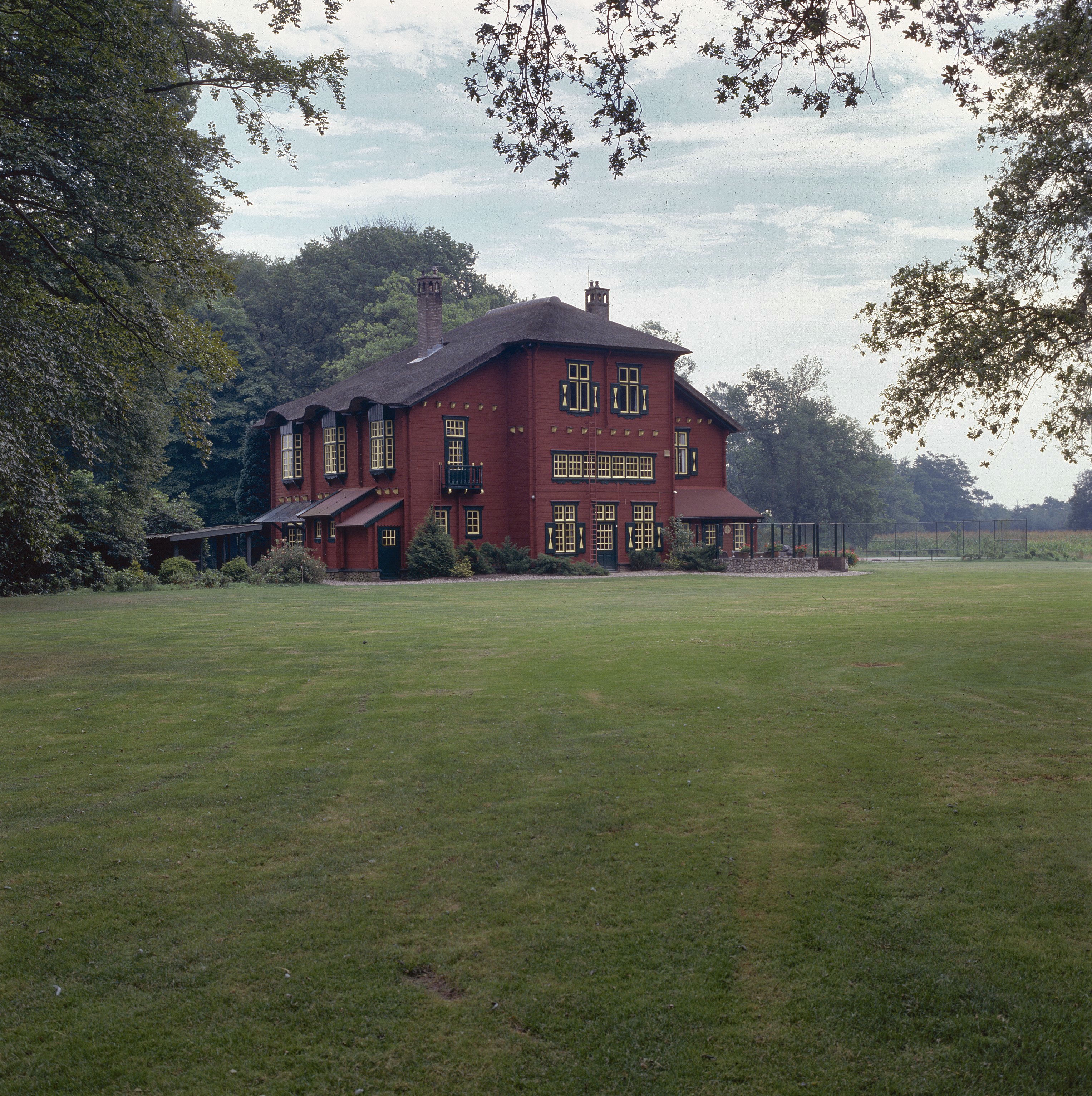
Landgoed De Eese

Eese is een buurtschap in de gemeente Steenwijkerland, in de Nederlandse provincie Overijssel. De buurtschap is gelegen in het noorden van de gemeente en er bevindt zich het landgoed De Eese. Het dorp valt formeel onder Eesveen.